# Xylomoia strix
Xylomoia strix is een vlinder uit de familie uilen (Noctuidae). De wetenschappelijke naam is voor het eerst geldig gepubliceerd in 1980 door Mikkola.
De soort komt voor in Europa.